# Friedrich Wilhelm von Westphalen
Frédéric-Guillaume de Westphalie (Friedrich Wilhelm von Westphalen), né le 5 avril 1727 à Paderborn et mort le 6 janvier 1789 à Hildesheim, est un aristocrate et prélat allemand qui fut prince-évêque de Hildesheim et de Paderborn.

## Biographie
Issu de la famille von Westphalen, il est choisi par le chapitre de Paderborn pour être cellier en 1757. Le 7 février 1763, il est nommé évêque de Hildesheim et sacré le 23 octobre suivant par son oncle, le prince-évêque de Paderborn Wilhelm Anton von der Asseburg (de). le 1er mars 1773, il est coadjuteur avec droit de succession pour le siège de Paderborn. En 1775, il est nommé par Rome vicaire apostolique du vicariat du Nord. Après la mort de son oncle, le 26 décembre 1782, il devient évêque de Paderborn. Il prend possession de son siège en 1783.
Il mène de nombreuses réformes notamment dans le domaine de l'éducation et de l'agriculture. Il fait supprimer la chartreuse de Hildesheim pour laisser place à un grand séminaire diocésain en 1777. Il fait reconstruire le château de Poppenburg (de) à Burgstemmen. La résidence du château qui servait autrefois de brasserie est transformée en église. L'année 1785 est inscrite sur les portes à voûte plate. Il fait construire à la place d'un château-fort le château de Fürstenberg (de) et il fait refaire aussi le château de Laer (de). 
Frédéric-Guillaume de Westphalie est enterré à la cathédrale de Hildesheim.